# Station Venlo Oostsingel
Station Venlo Oostsingel, Venlo Ost en Venlo CME zijn alternatieve benamingen voor het voormalige goederenstation van de Nederlandse stad Venlo voor de spoorlijn naar Duitsland via Straelen. Het station werd uitsluitend gebruikt voor goederenvervoer en werd geexploiteerd door de Cöln-Mindener Eisenbahngesellschaft. Venlo was het begin van een doorgaande spoorverbinding naar Hamburg. De Cöln-Mindener Eisenbahngesellschaft bouwde tussen de (toenmalige) Hamburgersingel en de Oostsingel een stationsgebouw, huisvesting van het personeel in riante woningen langs het spoor en een groot spooremplacement. 
Het station werd gesloten op 4 oktober 1936, maar op 20 januari 1941 werd het station (tijdelijk) weer gebruikt in verband met de Tweede Wereldoorlog. Het werd vanaf de heropening vooral gebruikt voor de deportatie van joden. Op 17 september 1944 werd het station definitief gesloten.

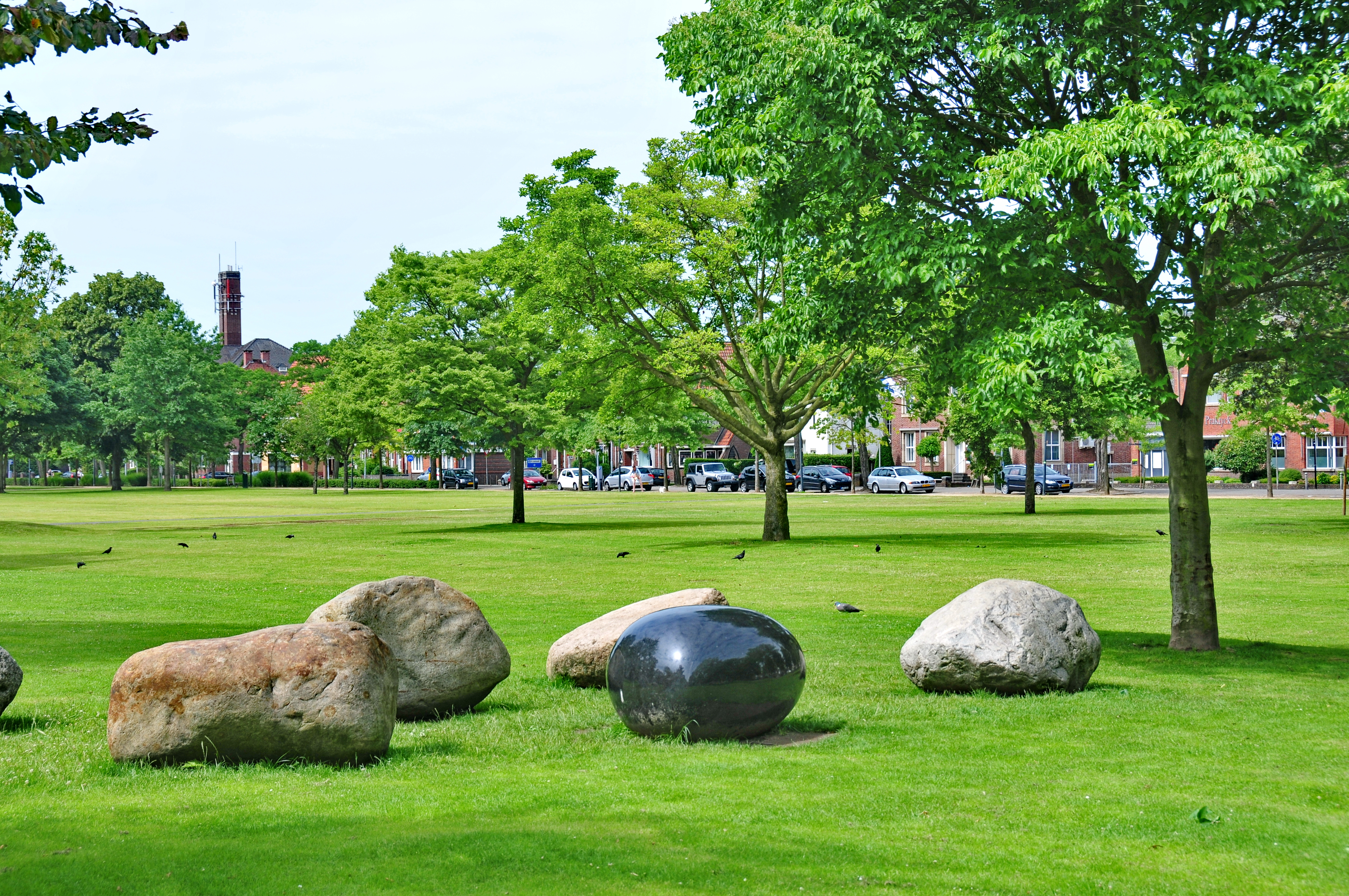
Julianapark, waar vroeger de spoorlijn Büderich - Venlo begon/eindigde

Na de oorlog werd het gehele emplacement afgebroken en werd er het huidige Julianapark aangelegd.